# Пакистано-палестинские отношения
Пакистано-палестинские отношения — двусторонние отношения между Исламской Республикой Пакистан и Палестинской автономией. Посольство Палестины в Исламабаде было открыто 31 января 2017 года. Пакистан полностью поддерживает предложение о создании независимого палестинского государства. Бывший президент Мушарраф заявил, что Пакистан признает Израиль, как только палестинское государство получит международное признание. Пакистан часто предоставляет помощь палестинским властям.
Президент Палестины Махмуд Аббас посетил Пакистан 3 раза, и Пакистан поддерживает создание Государства Палестина, которое строго подчёркивает границы, существовавшие до 1967 года.

## История
Пакистан и Палестина имеют дружественные отношения. Во время Арабо-израильской войны дипломатическая миссия Израиля в Вашингтоне получила информацию о том, что Пакистан пытается оказать военную помощь арабам, включая слухи о том, что пакистанский батальон будет отправлен в Палестину, чтобы сражаться вместе с ними. Пакистан закупил в Чехословакии 250 000 винтовок, очевидно предназначенных для арабов. Также стало известно, что Пакистан купил в Италии для египтян три самолёта. ВВС Пакистана участвовали в арабо-израильских войнах 1967 и 1973 годов. После войны 1973 года Пакистан и Организация освобождения Палестины подписали соглашение об обучении офицеров ООП в пакистанских военных учреждениях. Во время Первой интифады, начавшейся в 1987 году, в Пакистане прошли митинги сторонников ООП: вскоре правительство Пакистана приняло решение об отправке в Палестину гуманитарной помощи.

## Двусторонние визиты
Президент Палестины Махмуд Аббас также нанёс официальный визит в Пакистан в 2005 году во время своего турне по Азии. Во время своего пребывания в Исламабаде он встретился с Первезом Мушаррафом, который в то время был президентом Пакистана, а также с тогдашним премьер-министром Шаукатом Азизом и председателем сената Пакистана Мухаммадом Мианом Соомро. Покидая Пакистан, Аббас сказал, что он поддерживает право палестинцев на самоопределение и солидарность арабского мира с пакистанцами против израильской оккупации Палестины, Аббас поблагодарил Мушаррафа и народ Пакистана за их постоянную и преданную поддержку дело палестинцев.

## Отношения с ХАМАС
После парламентских выборов в Палестине в январе 2006 года президент Пакистана Первез Мушарраф призвал мир принять выбор палестинского народа, чтобы не закрыть перед ними дверь. Министр иностранных дел Палестины Махмуд аз-Захар посетил Пакистан в июне 2006 года, поблагодарив руководство страны за поддержку палестинского народа.

## Сектор Газа
Во время конфликта между Израилем и Сектором Газа 2008—2009 годов президент Асиф Али Зардари, премьер-министр Юсуф Раза Гилани и министр иностранных дел Шах Мехмуд Куреши осудили израильские нападения в Газе, в результате которых в субботу погибло более 1500 человек, и призвали прекратить боевые действия. Президент Асиф Али Зардари также заявил, что воздушные налёты Израиля на сектор Газа «нарушили Устав Организации Объединённых Наций». Он также призвал весь мир незамедлительно принять меры в связи с налётами Израиля на сектор Газа, поскольку это было явным нарушением Устава ООН.
11 января 2009 года постоянный представитель Пакистана при ООН Хуссейн Харун призвал к немедленному прекращению огня и спокойствию. Он раскритиковал Израиль, заявив, что безудержное применение силы, масштабы разрушений, убийства ни в чём не повинных мирных жителей, в том числе женщин и детей, коллективное наказание целого народа являются вопиющими нарушениями международного права. Он сказал, что эти действия в совокупности представляют собой военные преступления и преступления против человечности. Он также призвал к прекращению израильской блокады Газы. Президент Пакистана Асиф Али Зардари и премьер-министр Пакистана Юсуф Раза Гилани решительно осудили действия ИзраиляЖ они также заявили, что правительство Пакистана прилагает все усилия, чтобы выяснить, что случилось с пакистанцами на борту флотилии.
14 апреля 2012 года пакистанская делегация во главе с Аллмой Кази Норани, Сабиром Кербали, Хаснатом Кадри, Арсаланом Аязом и другими участвовала в Глобальном дорожном караване в направлении Иерусалима. 29 ноября 2012 года Пакистан проголосовал за резолюцию 67/19 Генеральной Ассамблеи ООН о предоставлении Палестине статуса государства-наблюдателя, не являющегося членом ООН. Во время конфликта между Израилем и сектором Газа в 2014 году премьер-министр Наваз Шариф сказал: «Я огорчён и разочарован тем, что молчание международного сообщества против этой несправедливости, молчание и неэффективность мусульманской уммы сделали палестинцев более уязвимыми и сделали Израиль более агрессивным. Мир должен остановить Израиль от этой неприкрытой и жестокой агрессии». Он назвал зверства Израиля против палестинцев в Газе «геноцидом», призывая мир остановить неприкрытую и жестокую агрессию Израиля. В своей речи в День независимости он также заявил, что действия Израиля к жителям Сектора Газа были не меньшей трагедией.